# Fernando Vega (football)
Pour les articles homonymes, voir Fernando Vega.
Fernando Vega Torres est un joueur de football né le 3 juillet 1984 à Arahal  (province de Séville, Espagne).

## Palmarès
- Betis Séville
  - Champion de Liga Adelante : 2011.